# Jardin botanique du Queens
Le Queens Botanical Garden est un jardin botanique situé dans le quartier de Flushing, dans le borough du Queens, à New York. Ses 16 hectares comprennent des jardins de roses, des ruches, des jardins d'herbes aromatiques et de vivaces, un arboretum ; une galerie d'art et un bâtiment d'accueil et d'administration certifié LEED. Le Queens Botanical Garden appartient à la ville de New York et est financé par plusieurs sources publiques et privées.
Le jardin botanique du Queens a été créé dans le cadre de l'Exposition universelle de New York de 1939 et était à l'origine situé à proximité de Flushing Meadows-Corona Park. Il a déménagé à son emplacement actuel, une décharge à l'est du parc Flushing Meadows, en 1963, en préparation de l'Exposition universelle de New York de 1964. Depuis, le Queens Botanical Garden s'est agrandi, avec des programmes destinés aux résidents locaux.

## Histoire

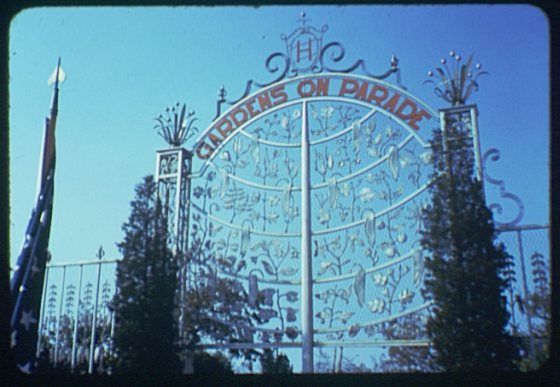
La porte menant aux Gardens on Parade lors de l'Exposition universelle de New York de 1939

Au cours de l’Exposition universelle de New York de 1939, qui s’est tenue dans le parc adjacent de Flushing Meadows-Corona, ce qui allait devenir le jardin botanique du Queens était une exposition horticole de la foire appelée « Gardens on Parade ».
Avant l'Exposition universelle de New York de 1964-1965, une partie du parc Kissena Corridor adjacente au parc Flushing Meadows était louée à la World's Fair Corporation, comme la majeure partie de Flushing Meadows. En 1961, dans le cadre du projet de développement de 3 millions de dollars pour l'Exposition universelle, le jardin botanique du Queens devait être déplacé du parc des expositions de Flushing Meadows vers un nouveau site plus à l'est. Cette parcelle était décrite comme « 14 hectares de tourbières et de décharges". Le jardin existant de Flushing Meadows serait démoli pour faire place à de nouvelles expositions et à l'extension de la voie express vers le nord à travers le parc jusqu'à l'autoroute Whitestone,,,. Ce site était initialement prévu pour être utilisé comme espace de parking pour la foire. Après l’achèvement du jardin botanique du Queens, le commissaire des parcs de la ville de New York, Robert Moses, a dévoilé un plan élargi pour le corridor de Kissena. Le plan comprenait également le zoo du Queens, qui devait être construit à côté du jardin botanique du Queens et exploité par la Queens Botanical Garden Society. Le zoo devait être achevé au printemps 1967 mais a finalement ouvert ses portes en octobre 1968.

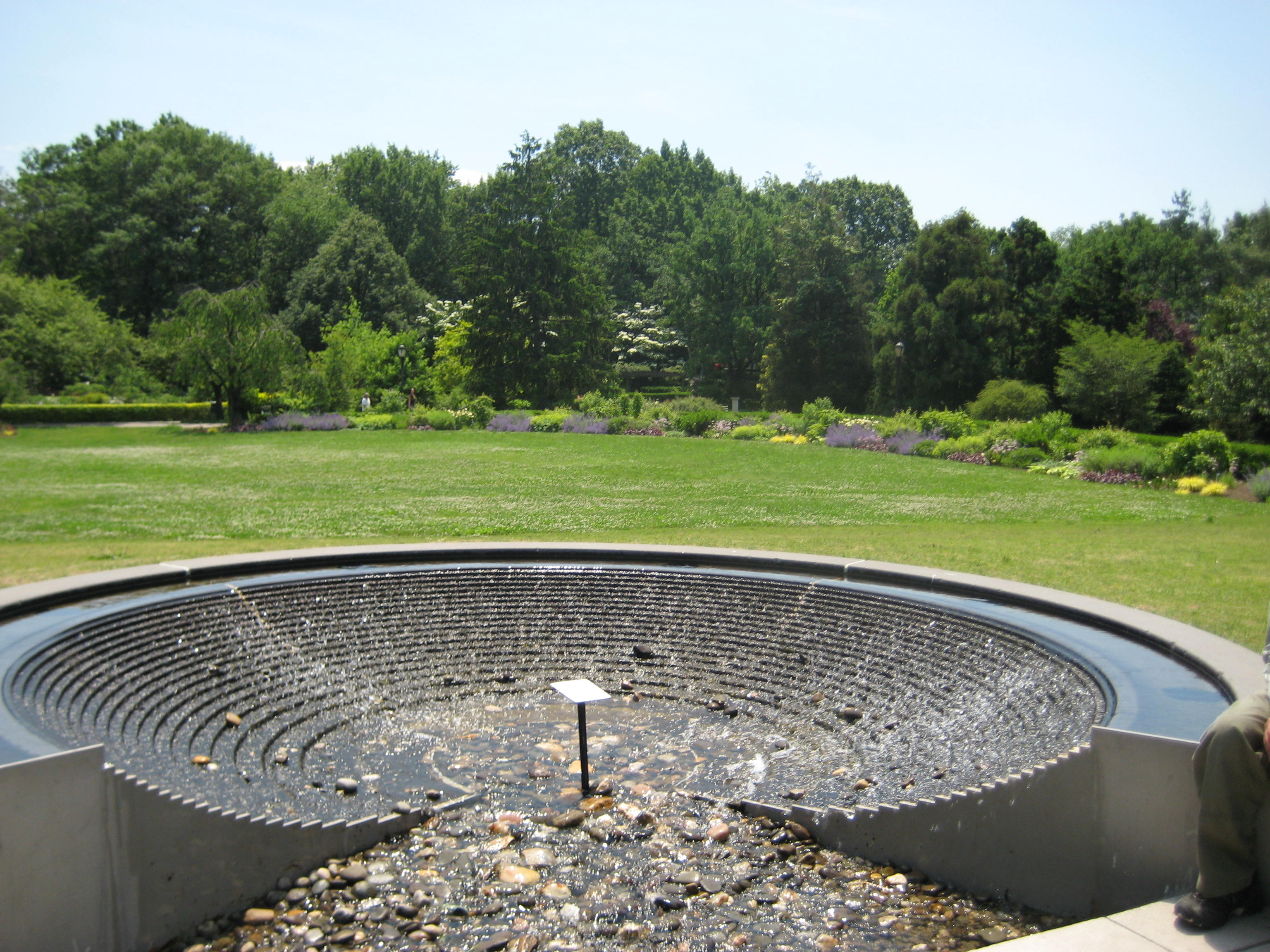
Une fontaine au Queens Botanical Garden

En 1972, le jardin accueillait en moyenne 300 000 visiteurs par an. Le total comprenait 50 000 élèves qui s'étaient rendus au jardin au cours des deux années précédentes dans le cadre de divers partenariats avec des écoles du Queens, soit 25 000 élèves par an. En 1977, le jardin a embauché des dizaines d'adolescents des écoles du Queens pour les aider à planter des arbres, à construire un chemin et à restaurer une partie d'un parc municipal attenant ayant été vandalisé. Dans les années 1980, le Queens Botanical Garden comptait plusieurs bénévoles qui travaillaient avec des adolescents handicapés,. En 2001, la Queens Botanical Garden Society a publié un plan directeur pour une rénovation du jardin. Plusieurs améliorations ont été apportées par la suite, dont la construction d'un nouveau parking et d'un bâtiment administratif respectueux de l'environnement,.

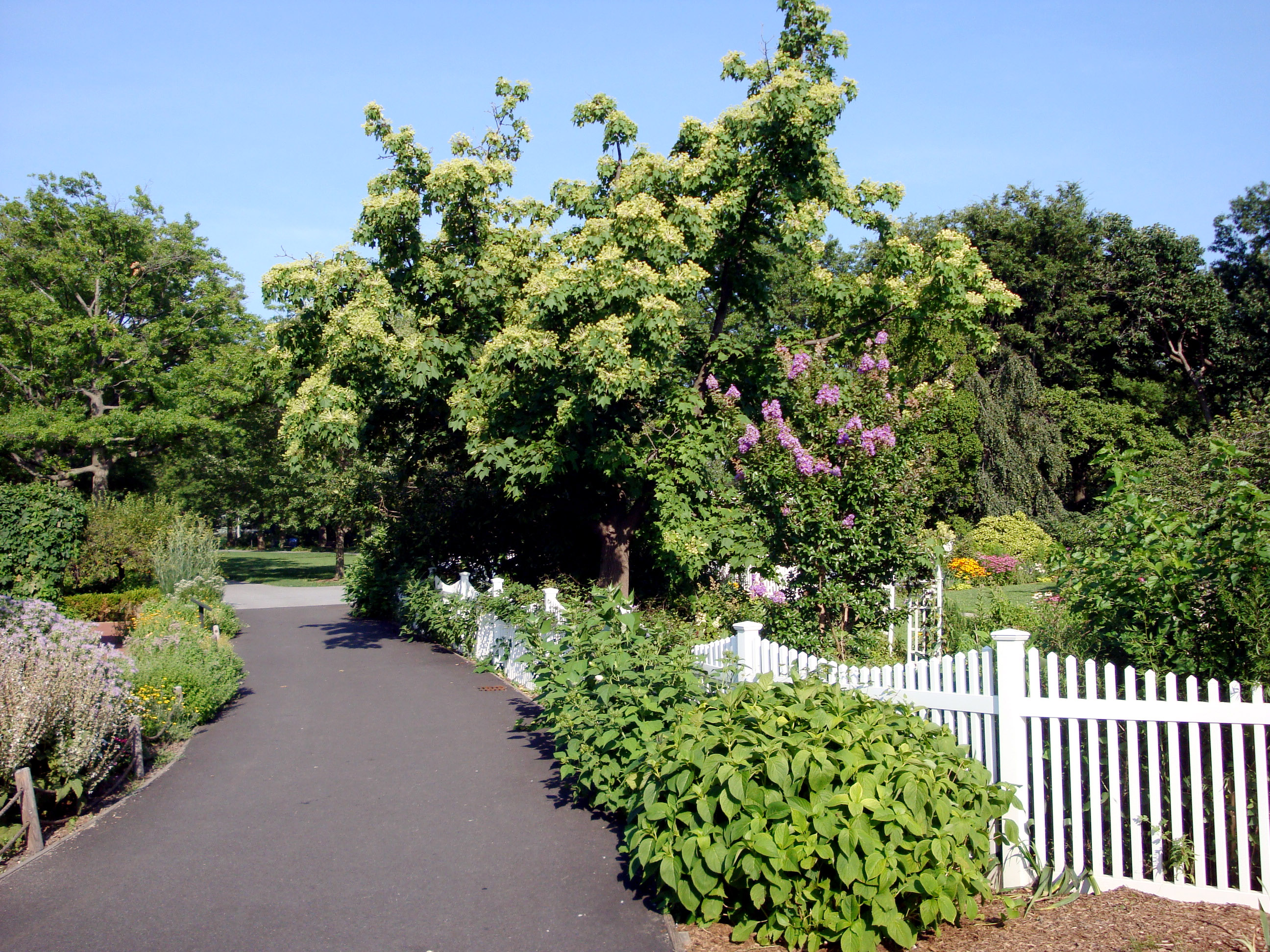
Un sentier dans le jardin botanique du Queens

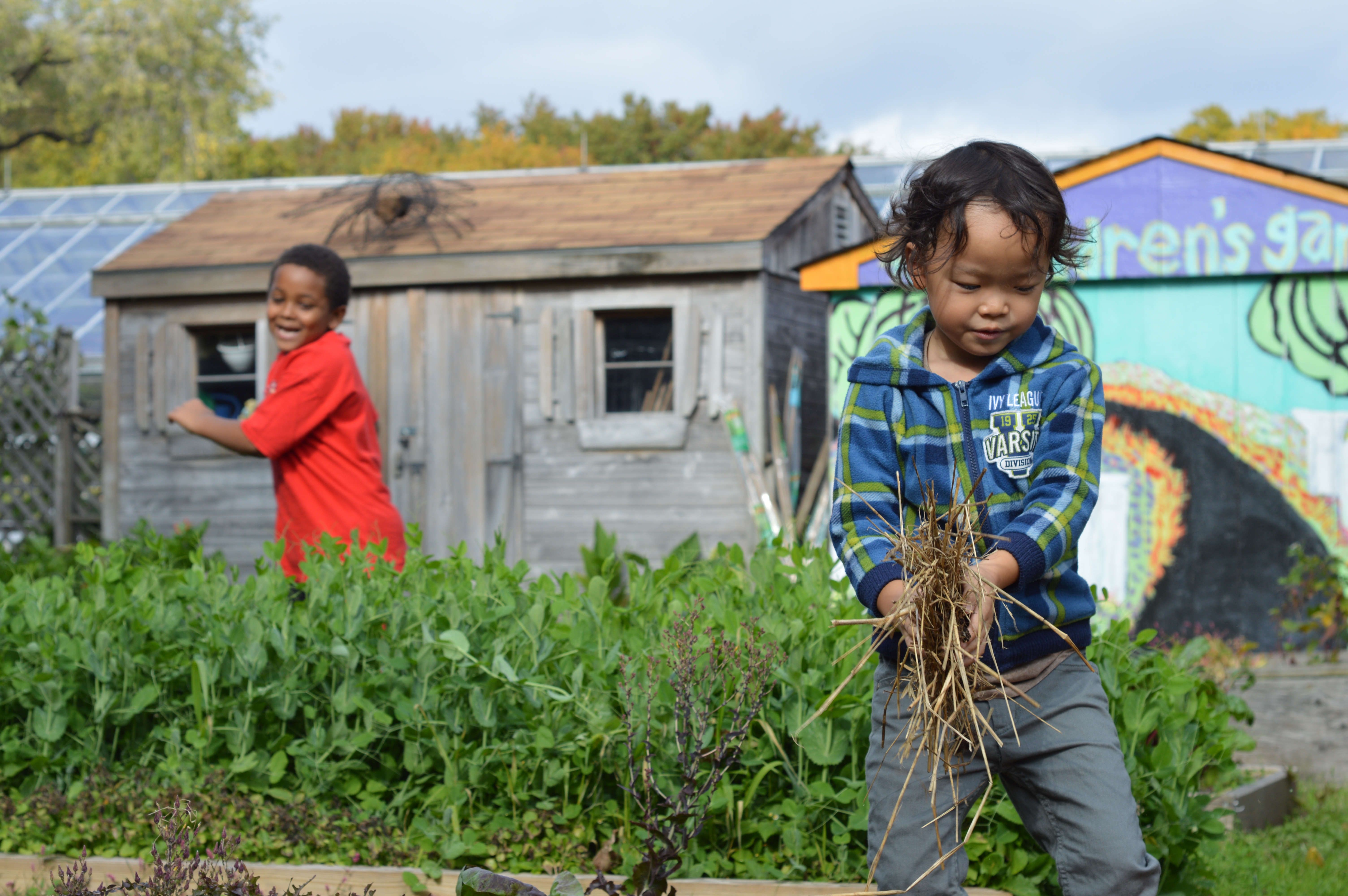
Jardin d'enfants

## Voir également
- Liste de jardins botaniques aux États-Unis
- Jardin botanique de New York (Bronx)
- Jardin botanique de Brooklyn